# 多瑙河畔迪林根
多瑙河畔迪林根（德語：Dillingen an der Donau，官方拼写为，發音：[ˈdɪlɪŋən ʔan deːɐ̯ ˈdoːnaʊ] ⓘ），简称迪林根（德語：Dillingen），是德国巴伐利亚州施瓦本行政区多瑙河畔迪林根县的城市，也是多瑙河畔迪林根县的县治，面积75.59平方千米，2023年12月31日人口为20,070人。